# Rostadneset
Rostadneset este o localitate din comuna Fredrikstad, provincia Østfold, Norvegia, cu o suprafață de 0,14 km² și o populație de 267 locuitori (2013).